# Allium marginatum
Allium marginatum là một loài thực vật có hoa trong họ Amaryllidaceae. Loài này được Janka mô tả khoa học đầu tiên năm 1884.